# Embassament de la Sotonera
L'embassament de la Sotonera, que pertany a la conca de l'Ebre, es troba a la comarca de la Foia d'Osca, a la província d'Osca, al terme municipal d'Alcalá de Gurrea. De la mateixa manera que el municipi de La Sotonera, rep el seu nom del riu Sotón, que n'és un dels immissaris, juntament amb el riu Astón, la bassa d'Alboré i una derivació del riu Gàllego que li aporta aproximadament un 86% del seu volum. L'embassament és l'origen del Canal dels Monegros.
A causa de la seva fauna (aus aquàtiques, tortugues, bivalves, etc.) ha esdevingut zona d'interès, i les aus en particular estan catalogades com a d'importància internacional en el catàleg de la Societat Espanyola d'Ornitologia des del 1987, mentre que l'embassament està declarat d'importància nacional per la Diputació General d'Aragó.
El Sotonera Lacus, un llac de Tità, satèl·lit de Saturn, rebé el nom d'aquest embassament el 2007.